# Пропорційна навігація
Пропорційна навігація (скорочено ПН, скорочено англійською PN або Pro-Nav) це спосіб навігації (аналогічний пропорційному управлінню), який в різних інтерпретаціях використовуються більшістю повітряних військових бойових ракет з головками самонаведення для пошуку цілі.  Метод базується на тому факті, що два літальні апарати знаходяться на курсі зіткнення коли їхня пряма лінія видимості не змінює напрямку. ПН встановлює, що вектор швидкості ракети повинен повертатися із швидкістю, пропорційною до швидкості повороту лінії видимості, і в тому ж самому напрямку з нею.
{\displaystyle a_{n}=N{\dot {\lambda }}V}
Де {\displaystyle a_{n}} перпендикуляр прискорення до лінії миттєвої прямої видимості, {\displaystyle N} є коефіцієнтом пропорційності, що зазвичай має ціле значення від 3 до 5 (безрозмірний), {\displaystyle {\dot {\lambda }}} швидкість повороту прямої видимості, і V швидкість наближення.
Наприклад, якщо лінія візування повільно повертається з півночі на схід, ракета повинна повернути праворуч на певний кут швидше на певний коефіцієнт ніж швидкість повороту цієї лінії. Цей коефіцієнт називається константою навігації.
Оскільки лінія видимості в основному не змінюється лінійно з вектором швидкості ракети, застосування прискорення не обов'язково зекономить кінетичну енергію ракети. На практиці, без можливості управління потужністю двигуна за допомогою дросельного механізму, такий спосіб контролювання цілі може бути неможливим.